# Melitaea libanotica
Melitaea libanotica är en fjärilsart som beskrevs av Belter 1934. Melitaea libanotica ingår i släktet Melitaea och familjen praktfjärilar. Inga underarter finns listade i Catalogue of Life.